# Edwin Díaz
Edwin Orlando Díaz Laboy (* 22. März 1994 in Naguabo) ist ein puerto-ricanischer Baseballspieler der als Pitcher für die New York Mets in der Major League Baseball (MLB) spielt. Zuvor spielte er für die Seattle Mariners, wo der 2016 sein MLB-Debüt gab.
Innerhalb von zwei Monaten nach seinem MLB-Debüt brach Díaz den Mariners-Rekord für aufeinanderfolgende Strikeouts und wurde zum Closer des Teams ernannt. Nach 19 Saves belegte er den fünften Platz bei der Wahl zum Rookie des Jahres der American League (AL). 2018 verzeichnete er 57 Saves, führte damit die American League an, war ein All-Star und wurde zum AL Reliever of the Year ernannt. Nach der Saison wurde er zu den Mets transferiert, wo er 2022 erneut als All-Star ausgezeichnet wurde.

## Familiärer Hintergrund
Díaz wuchs in Naguabo, Puerto Rico, auf. Er begann im Alter von sieben Jahren mit Baseball und spielte hauptsächlich als Center Fielder. Während seiner Jugend in Puerto Rico spielte er zusammen mit Spielern wie Carlos Correa und José Berríos. Auf Drängen seines Vaters versuchte er als Teenager das Pitchen, obwohl er zunächst widerwillig war.
Díaz lebt in der Offseason in seiner Heimatstadt Naguabo, Puerto Rico, wo ein Großteil seiner Familie lebt. Er engagiert sich in seiner Gemeinde durch die Edwin Díaz Baseball Academy, in der er Baseball-Clinics für Kinder organisiert. Zu den Gästen gehörten bereits Robinson Canó und Martín Maldonado.
Sein Bruder Alexis Díaz ist ebenfalls MLB-Pitcher und spielt für die Cincinnati Reds. Am 17. Mai 2022 wurden die Brüder das dritte Paar in der MLB-Geschichte, das am selben Tag jeweils einen Save erzielte.

## Karriere

### Minor League

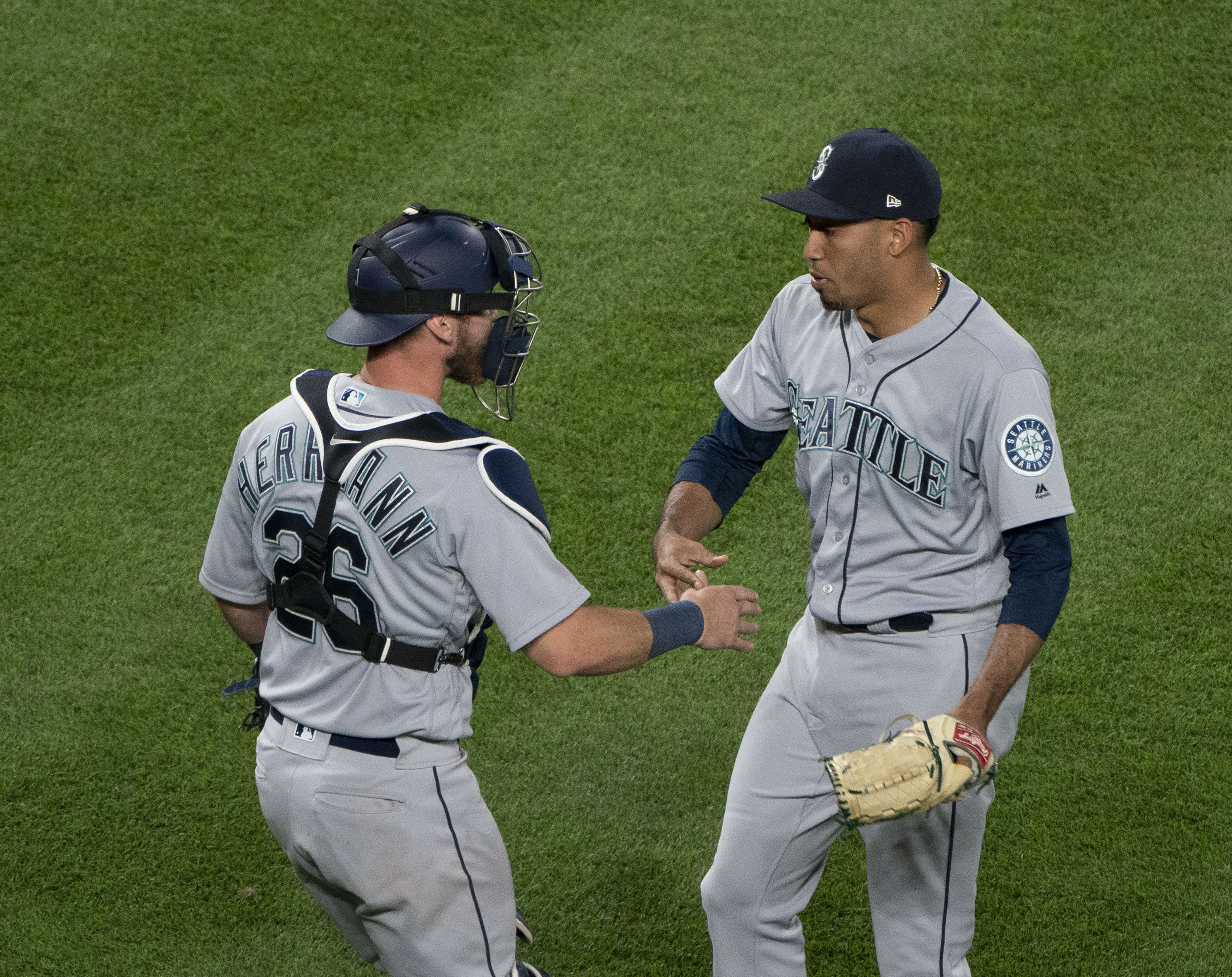
Chris Herrmann (links) und Edwin Díaz in der Saison 2018 bei den Seattle Mariners

Die Seattle Mariners wählten Díaz in der dritten Runde des MLB-Drafts 2012 an 98. Stelle aus. Sein professionelles Debüt gab er noch im selben Jahr bei den Arizona League Mariners in der Rookie League. In neun Spielen, davon als Starter erreichte er eine Bilanz von 2–1 mit einem ERA von 5,21 und 20 Strikeouts in 19 Innings. 2013 spielte er für die Pulaski Mariners ebenfalls in der Rookie League und erzielte in 13 Starts eine Bilanz von 5–2 mit einem ERA von 1,43 und 79 Strikeouts in 69 Innings.
Vor der Saison 2014 wurde Díaz von Baseball America als der fünftbeste Nachwuchsspieler der Mariners eingestuft. Er spielte für die Clinton LumberKings in der Single A und wurde gemeinsam mit Jordan Pries zum „Minor League Starting Pitcher of the Year“ der Organisation ernannt.
2015 spielte Díaz für die Bakersfield Blaze in der High-A und die Jackson Generals in der Double A. Dort gewann er die Auszeichnung als „Minor League Starting Pitcher of the Year“ zum zweiten Mal in Folge. 2016 begann er als Starting Pitcher bei den Jackson Generals, wurde jedoch nach sechs Starts in den Bullpen versetzt.

### Major League

#### Seattle Mariners
Am 4. Juni 2016 wurde Díaz erstmals in die Major League berufen. Zwischen dem 28. Juni und 3. Juli stellte er den Franchise-Rekord für zehn aufeinanderfolgende Strikeouts ein und brach diesen am 6. Juli mit seinem 11. Strikeout in Folge. Am 1. August 2016 ersetzte Díaz Steve Cishek als Closer der Mariners und verzeichnete am nächsten Tag seinen ersten Save beim 5:4-Sieg gegen die Boston Red Sox.
Díaz erreichte als erster Pitcher in mindestens 123 Jahren 50 Strikeouts in nur 25 1/3 Innings.
Mit einem ERA von 2,25, 36 Saves und 76 Strikeouts in 48 Innings wurde Díaz 2018 zum All-Star eingeladen. Er stellte mit 36 Saves vor der All-Star-Pause einen neuen Mariners-Franchise-Rekord auf. Díaz wurde dreimal in der Saison als AL Reliever des Monats ausgezeichnet. Am 24. August 2018 erzielte er seinen 49. Save und stellte damit den Mariners-Rekord für die meisten Saves in einer Saison auf. Díaz beendete die Saison mit 57 Saves, einem ERA von 1,96 und 124 Strikeouts in 73 1/3 Innings.

#### New York Mets

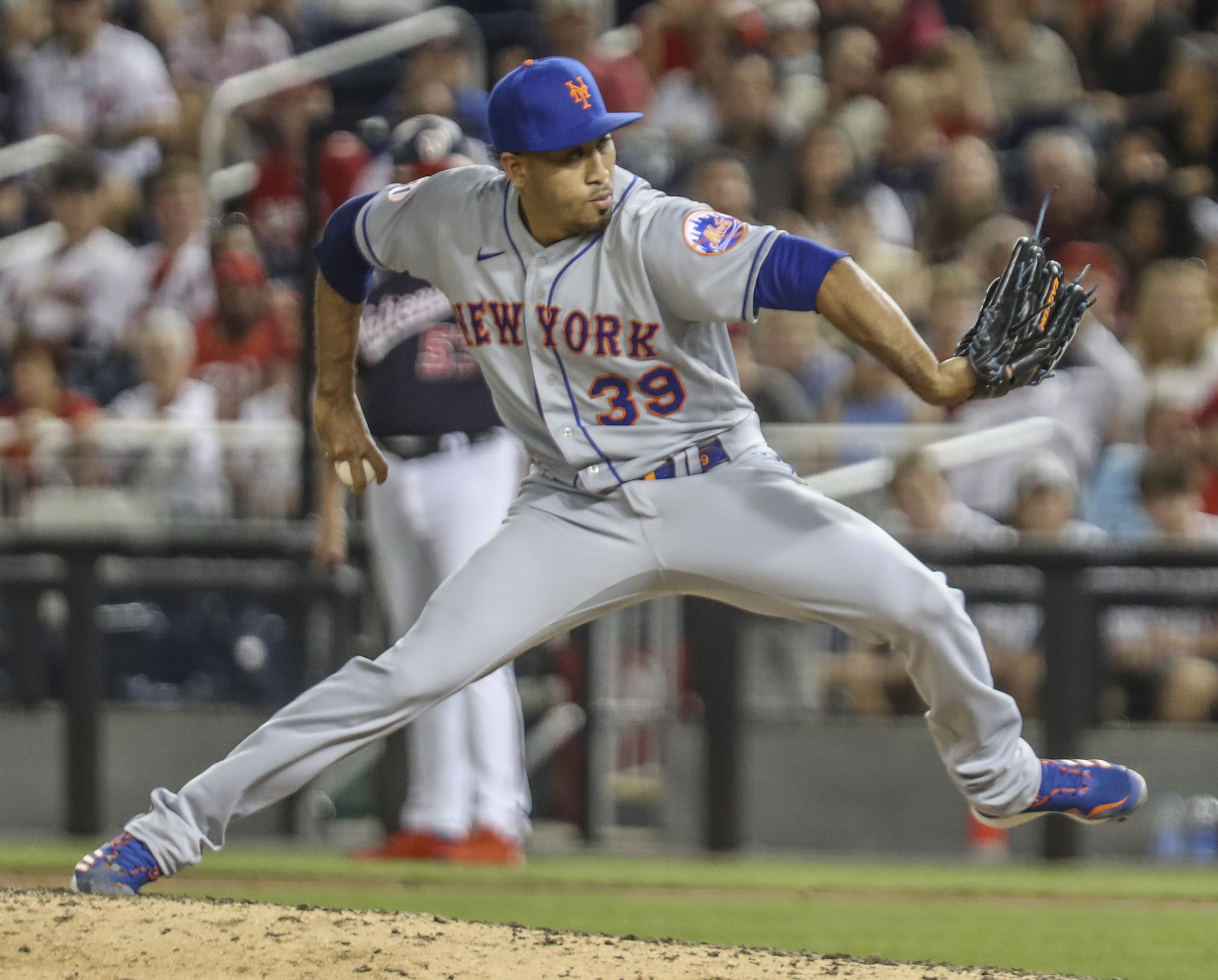
Diáz in der Saison 2021 bei den New York Mets

Am 3. Dezember 2018 wurde Díaz zusammen mit Robinson Canó und 20 Millionen US-Dollar von den Mariners an die New York Mets transferiert. Sein erster Save für die Mets gelang ihm am Opening Day 2019 gegen die Washington Nationals. In der Saison 2019 hatte Díaz jedoch mit Leistungsschwankungen zu kämpfen und verzeichnete ein ERA von 5.59. In der pandemieverkürzten Saison 2020 erzielte er sechs Saves bei einem ERA von 1.75.
2021 beendete Díaz die Saison mit 32 Saves und 89 Strikeouts bei einem ERA von 3.45.
Am 29. April 2022 war Díaz Teil eines kombinierten No-Hitters gegen die Philadelphia Phillies. Ebenfalls wurde er zum zweiten Mal in seiner Karriere ins All-Star Game gewählt. Am 9. November 2022 unterzeichnete er einen Fünfjahresvertrag über 102 Millionen US-Dollar, den bis dahin höchstdotierten Vertrag, der je von einem Relief-Pitcher unterzeichnet wurde.
Sein Einlauf-Song „Narco“ von Blasterjaxx und Timmy Trumpet ist bei Fans legendär geworden. Zahlreiche YouTube-Videos dokumentieren die spektakulären Momente, in denen Díaz zu diesem Song das Spielfeld betritt. Die Fans der New York Mets jubeln ihm dabei frenetisch zu und verwandeln das Stadion in ein Tollhaus. Der Mix aus der dramatischen Musik und Díaz’ Auftritt als Closer hat über die Jahre Kultstatus erreicht und gehört mittlerweile zu den ikonischsten Baseball-Momenten.
Im März 2023 erlitt Díaz während des World Baseball Classic eine schwere Knieverletzung, die ihn für die komplette Saison ausschloss.
Am 15. April 2024 verzeichnete Díaz seinen 100. Save für die Mets. Nach einer kurzen Verletzungszeit und einer Suspendierung aufgrund eines Verstoßes gegen die Fremdstoffregel der MLB kehrte er zurück und spielte eine Schlüsselrolle beim Einzug der Mets in die Playoffs. Díaz beendete die Saison mit 20 Saves, 84 Strikeouts und einem ERA von 3.52.

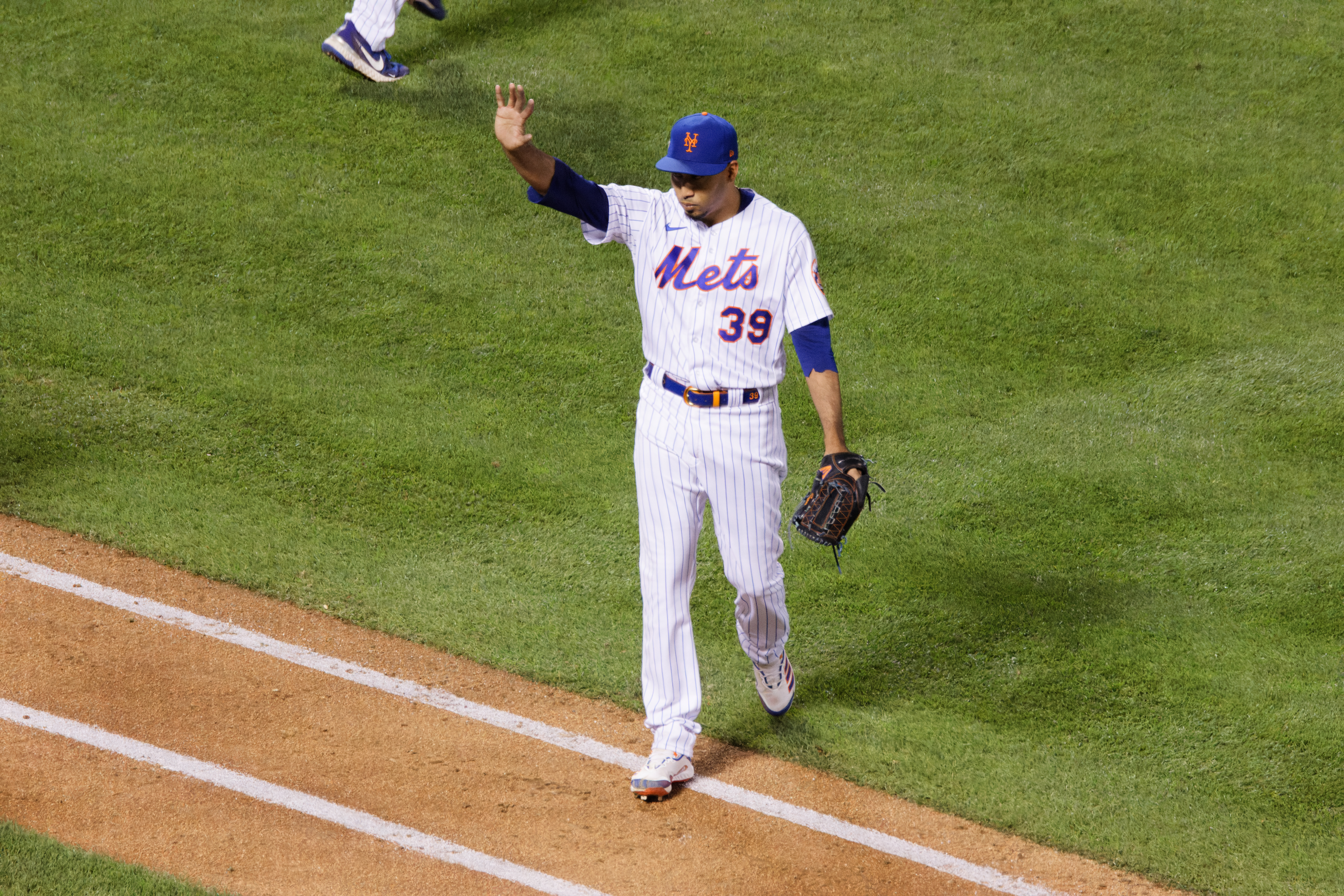
Edwin Díaz nach dem Spiel für die New York Mets

### Internationale Karriere
Díaz spielte als Closer für die puerto-ricanische Nationalmannschaft im World Baseball Classic 2017, wo er mit dem Team die Silbermedaille gewann. Im Halbfinale gegen die Niederlande erzielte er den Sieg, als Puerto Rico im 11. Inning mit 4–3 gewann.
Im World Baseball Classic 2023 war Díaz Teil eines außergewöhnlichen Spiels gegen Israel, das mit einem 10–0-Sieg endete. Im letzten Gruppenspiel gegen die Dominikanische Republik sicherte er mit einem perfekten neunten Inning den Einzug ins Viertelfinale. Nach dem Spiel erlitt er jedoch eine schwere Knieverletzung während der Feier.

## Pitching-Stil
Díaz nutzt drei Pitches: einen Four-Seam-Fastball (97,7 mph im Durchschnitt), einen Slider (89,4 mph) und gelegentlich einen Changeup (91,7 mph). Mit 14,7 Strikeouts pro 9 Innings ist er einer der besten Strikeout-Pitcher der MLB.